# Margaret McPhun

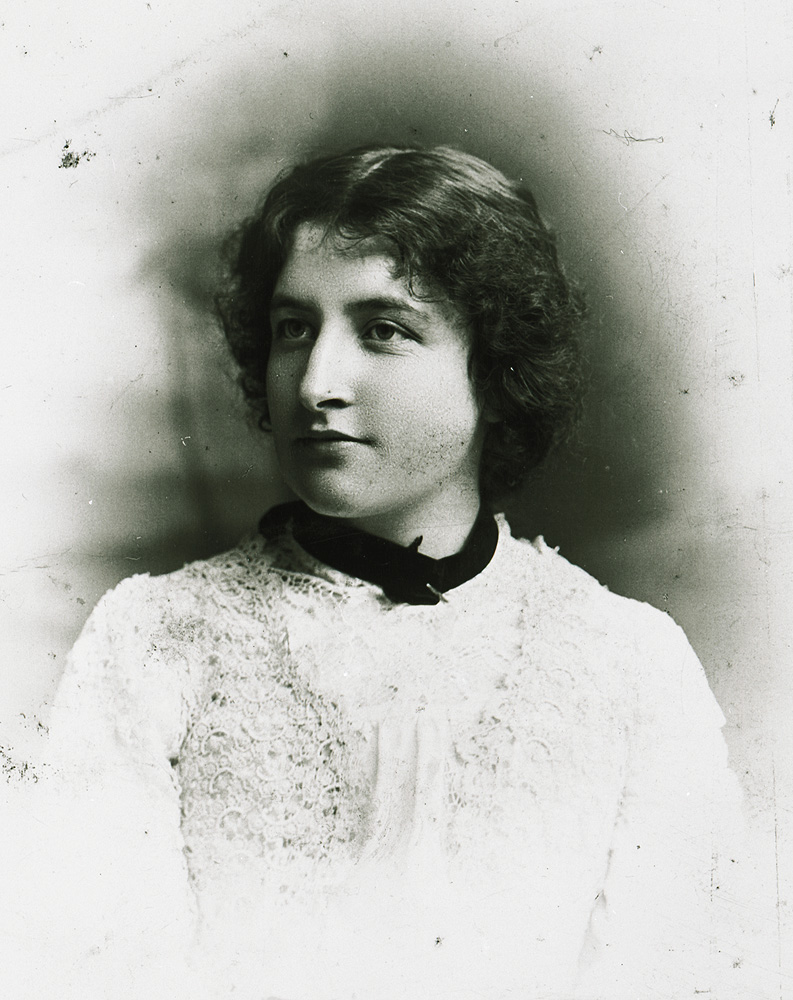
Margaret McPhun

Margaret Pollock McPhun (* 8. Juli 1876; † 1960) war eine schottische Suffragette in Glasgow.

## Leben
Margaret McPhun war eine Tochter von John Pollock McPhun, einem Holzhändler und Stadtrat im East End der Stadt, einem Stadtverordneten und Mitglied des Friedensgerichts. Als junges Mädchen besuchte sie zeitweise ein Mädchengymnasium in Hannover. Sie studierte bis 1897 an der Universität von Glasgow Psychologie, während ihre 1870 geborene Schwester Frances Mary dort Volkswirtschaft studierte. Ihre jüngere Schwester Nessie McPhun war ebenfalls eine Suffragette.
Die drei Schwestern, die damals in der 10 Doune Terrace im Glasgower Viertel Hillhead wohnten, waren Mitglieder des Wahlrechtsverbandes der Universität und traten 1909 der Women’s Social and Political Union (WSPU) bei, einer militanten Frauenrechtlerinnen-Bewegung. 1910 war Margaret McPhun ehrenamtliche Organisationssekretärin anlässlich der Schottischen Suffragetten-Ausstellung (Scottish Suffrage Exhibition), 1911 und 1912 ehrenamtliche Sekretärin des WSPU-Bezirks Glasgow.

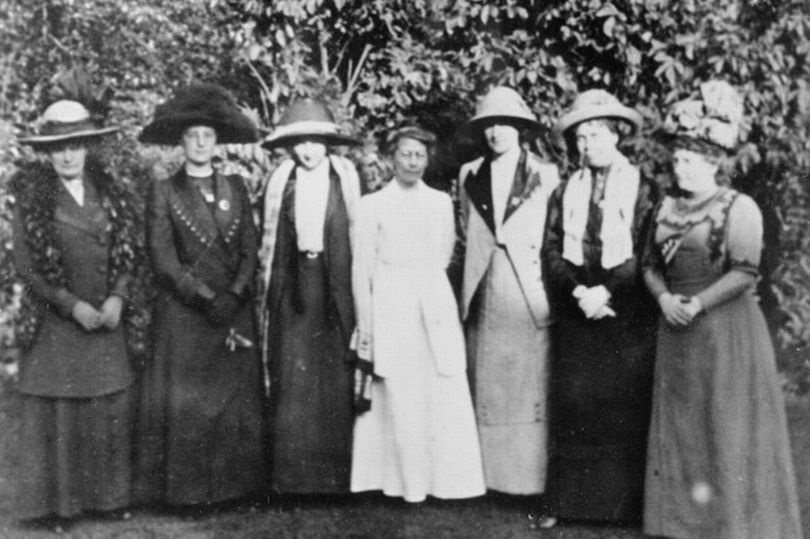
Um 1912: Helen Crawfurd, Janet Barrowman, Margaret McPhun, Wilson, Frances McPhun, Nancy A. John und Annie S. Swan

1912, Margaret McPhun war damals WSPU-Pressesprecherin für Schottland, reisten die beiden Schwestern Frances und Margaret mit anderen schottischen Frauenrechtlerinnen nach London, um für ihre Sache Werbung zu machen, indem sie im März des Jahres Fenster von Regierungsgebäuden einschlugen. Sie wurden verhaftet und ins Holloway Prison geschickt. Während der Inhaftierung bedienten die beiden McPhun-Schwestern sich des Familiennamens „Campbell“, um ihre Identität zu pseudonymisieren und um keine Vorzugsbehandlung gegenüber Häftlingen der sogenannten Arbeiterklasse zu erhalten. Im April 1912 traten die Schwestern in den Hungerstreik.
Während der Inhaftierung schrieb höchstwahrscheinlich sie unter dem Kürzel „M. M'P.“ das Gedicht To A Fellow Prisoner (Miss Janie Allan), das von Nancy A. John gesammelt und dann 1912 in ihrem Gedichtband Holloway Jingles vom Glasgower WSPU-Bezirkverbands veröffentlicht wurde. Janie Allan (1868–1968), eine militante Glasgower Suffragette die bei den Fensterscheibenaktionen ebenfalls dabei und auch in Holloway inhaftiert war, war Initiatorin des Hungerstreiks nach dem Vorbild der 1909 erstmals von Marion Dunlops (1864–1942) angewandten Strategie des Widerstands. Tausende Glasgower unterzeichneten damals eine Petition für ihre Freilassung, nachdem sie während ihres Hungerstreiks eine Woche lang zwangsernährt wurde. Auch Frances und Margaret McPhun wurden zwangsernährt. Dabei zogen sie es vor, durch das Trinken aus einer Tasse zwangsernährt zu werden, statt über einen in die Nase eingeführten Schlauch. Nachdem sie nach zwei Monaten der Inhaftierung entlassen worden waren, erhielten sie von der WSPU Medaillen für ihren Hungerstreik.
In den 1930er Jahren vermachte sie zusammen mit ihrer Schwester ein großes Haus in Callander als Ferienheim für Benachteiligte an die Glasgow Guild of Aid.

## Rezeption
Da Nancy A. John in der Forward eine eigene Kolumne hatte, veröffentlichte diese eine Zeitlang die Beiträge des WSPU-Organs The Suffragette.
Margaret McPhun wurde eingetragen in der Roll of Honour of Suffragette Prisoners 1905–1914 (7LAC/2) in der The Women's Library der London School of Economics.